# Список послов России в Эсватини
В статье представлен список послов России в Эсватини (до 2018 года — Свазиленде).
- 19 ноября 1999 года — установлены дипломатические отношения. Со стороны России дипломатические отношения осуществляются через посольство в Мозамбике.

## Список послов
| Срок полномочий                   | Посол                        | Годы жизни | Вручение верительных грамот | Комментарии         |
| --------------------------------- | ---------------------------- | ---------- | --------------------------- | ------------------- |
| 31 октября 2000 — 15 октября 2004 | Владимир Васильевич Земский  | 1934—2004  |                             | По совместительству |
| 1 июня 2006 — 17 июня 2010        | Игорь Валентинович Попов     | род. 1954  |                             | По совместительству |
| 21 октября 2010 — 29 июля 2017    | Андрей Вадимович Кемарский   | род. 1955  |                             | По совместительству |
| 16 февраля 2018 — 12 мая 2024     | Александр Васильевич Суриков | 1956—2024  | 22 марта 2018               | По совместительству |
| 18 августа 2025 — настоящее время | Владимир Николаевич Тараров  | род. 1960  |                             | По совместительству |